# Pliciloricus dubius
Espèce
Pliciloricus dubius est une espèce de loricifères de la famille des Pliciloricidae.

## Distribution
Cette espèce a été découverte dans l'océan Atlantique au large de la Caroline du Nord.

## Publication originale
- Higgins & Kristensen, 1986 : New Loricifera from southeastern United States coastal waters. Smithsonian Contributions to Zoology, n. 438, p. 1-70 (texte intégral).